# Laureados com o Nobel de Fisiologia ou Medicina

Anverso de uma medalha do Prêmio Nobel

O Nobel de Fisiologia ou Medicina (em sueco:  Nobelpriset i fysiologi eller medicin) é um prêmio atribuído anualmente pelo Instituto Karolinska, da Suécia, laureando as pessoas que se destaquem nas áreas de investigação da fisiologia ou da medicina. É um dos cinco prêmios estabelecidos em 1895 no testamento de Alfred Nobel, que morreu em 1896. Esses prêmios são concedidos por contribuições notáveis em química, física, literatura, paz e fisiologia ou medicina. Conforme orientações no testamento, o prêmio é administrado pela Fundação Nobel e outorgado por um comitê que consiste de cinco membros eleitos pela Academia Real. Embora comumente referido como o Prêmio Nobel de Medicina, Nobel declarou especificamente que o prêmio seria concedido por "fisiologia ou medicina" em seu testamento. Por isso, o prêmio pode ser concedido em uma gama mais ampla de campos. O primeiro Prêmio Nobel de Fisiologia ou Medicina foi concedido em 1901 a Emil Adolf von Behring, da Alemanha. Cada destinatário recebe uma medalha, um diploma e um prêmio em dinheiro que tem variado ao longo dos anos. Em 1901, von Behring recebeu 150 782 coroas suecas, o que equivale a 8 402 670 coroas suecas em dezembro de 2017. O prêmio é entregue em Estocolmo em uma cerimônia anual em 10 de dezembro, o aniversário da morte de Nobel.
Os laureados ganharam o Prêmio Nobel em uma ampla gama de campos relacionados à fisiologia ou medicina. Até 2009, 8 Prêmios foram concedidos para contribuições no campo da transdução de sinal por proteínas G e segundos mensageiros, 13 foram concedidos para contribuições no campo da neurobiologia e 13 foram concedidos para contribuições no metabolismo intermediário. Em 1939, Gerhard Domagk, um alemão, não foi autorizado por seu governo a aceitar o prêmio. Mais tarde, recebeu uma medalha e um diploma, mas não o dinheiro. Até 2024, o prêmio foi concedido a 229 pessoas, sendo que treze delas eram mulheres: Gerty Cori (1947), Rosalyn Yalow (1977), Barbara McClintock (1983), Rita Levi-Montalcini (1986), Gertrude B. Elion (1988), Christiane Nüsslein-Volhard (1995), Linda B. Buck (2004), Françoise Barré-Sinoussi (2008), Elizabeth H. Blackburn (2009), Carol W. Greider (2009), May-Britt Moser (2014), Tu Youyou (2015) e Katalin Karikó (2023).
Houve nove anos em que o Prêmio Nobel de Fisiologia ou Medicina não foi concedido (1915–1918, 1921, 1925, 1940–1942). Também houve cinco anos em que o Prêmio Nobel de Fisiologia ou Medicina foi adiado por um ano. O Prêmio não foi concedido em 1914, pois o Comitê Nobel de Fisiologia ou Medicina decidiu que nenhuma das nomeações daquele ano preenchia os critérios necessários, mas foi concedido a Robert Bárány em 1915 e contabilizado como o prêmio de 1914. Este precedente foi seguido pelo prêmio de 1922 concedido a Archibald Hill e Otto Fritz Meyerhof em 1923, o prêmio de 1926 concedido a Johannes Fibiger em 1927, o prêmio de 1938 concedido a Corneille Heymans em 1939 e o prêmio de 1943 concedido a Henrik Dam e Edward Adelbert Doisy em 1944.

## Lista de laureados
1901 • 1910 • 1920 • 1930 • 1940 • 1950 • 1960 • 1970 • 1980 • 1990 • 2000 • 2010 • 2020
| Ano  | N.º               | Imagem            | Laureado                       | País                              | Citação |
| ---- | ----------------- | ----------------- | ------------------------------ | --------------------------------- | --- |
| 1901 | 1                 |                   | Emil Adolf von Behring         | Alemanha                          | "por seu trabalho na soroterapia, especialmente sua aplicação contra a difteria, pela qual ele abriu um novo caminho no domínio da ciência médica e, assim, colocou nas mãos do médico uma arma vitoriosa contra as doenças e as mortes" |
| 1902 | 2                 |                   | Ronald Ross                    | Reino Unido                       | "por seu trabalho sobre a malária, por meio do qual mostrou como entra no organismo e, assim, lançou as bases para pesquisas bem-sucedidas sobre esta doença e métodos de combatê-la"                                                    |
| 1903 | 3                 |                   | Niels Ryberg Finsen            | Dinamarca                         | "[por] sua contribuição para o tratamento de doenças, especialmente a lupus vulgaris, com radiação de luz concentrada, por meio da qual ele abriu um novo caminho para a ciência médica"                                                 |
| 1904 | 4                 |                   | Ivan Petrovich Pavlov          | Rússia                            | "em reconhecimento ao seu trabalho sobre a fisiologia da digestão, através do qual o conhecimento sobre os aspectos vitais do assunto foi transformado e ampliado"                                                                       |
| 1905 | 5                 |                   | Robert Koch                    | Alemanha                          | "por suas investigações e descobertas em relação à tuberculose" |
| 1906 | 6                 |                   | Camillo Golgi                  | Itália                            | "em reconhecimento ao seu trabalho na estrutura do sistema nervoso" |
| 1906 | 7                 |                   | Santiago Ramón y Cajal         | Espanha                           | "em reconhecimento ao seu trabalho na estrutura do sistema nervoso" |
| 1907 | 8                 |                   | Charles Louis Alphonse Laveran | França                            | "em reconhecimento ao seu trabalho sobre o papel desempenhado pelos protozoários em causar doenças" |
| 1908 | 9                 |                   | Ilya Ilyich Mechnikov          | Rússia                            | "em reconhecimento ao seu trabalho sobre imunidade" |
| 1908 | 10                |                   | Paul Ehrlich                   | Alemanha                          | "em reconhecimento ao seu trabalho sobre imunidade" |
| 1909 | 11                |                   | Emil Theodor Kocher            | Alemanha                          | "por seus trabalhos na fisiologia, patologia e cirurgia da glândula tireoide" |
| 1910 | 12                |                   | Albrecht Kossel                | Alemanha                          | "em reconhecimento às contribuições para o nosso conhecimento da química celular por meio de seu trabalho com proteínas, incluindo as substâncias nucleicas"                                                                             |
| 1911 | 13                |                   | Allvar Gullstrand              | Suécia                            | "por seu trabalho na dioptria do olho" |
| 1912 | 14                |                   | Alexis Carrel                  | França                            | "[por] seu trabalho em sutura vascular e transplante de vasos sanguíneos e órgãos" |
| 1913 | 15                |                   | Charles Robert Richet          | França                            | "[por] seu trabalho em anafilaxia" |
| 1914 | 16                |                   | Robert Bárány                  | Áustria-Hungria                   | "por seu trabalho sobre a fisiologia e patologia do aparelho vestibular" |
| 1915 | Não foi atribuído | Não foi atribuído | Não foi atribuído              | Não foi atribuído                 | Não foi atribuído |
| 1916 | Não foi atribuído | Não foi atribuído | Não foi atribuído              | Não foi atribuído                 | Não foi atribuído |
| 1917 | Não foi atribuído | Não foi atribuído | Não foi atribuído              | Não foi atribuído                 | Não foi atribuído |
| 1918 | Não foi atribuído | Não foi atribuído | Não foi atribuído              | Não foi atribuído                 | Não foi atribuído |
| 1919 | 17                |                   | Jules Bordet                   | Bélgica                           | "por suas descobertas relacionadas à imunidade" |
| 1920 | 18                |                   | Schack August Steenberg Krogh  | Dinamarca                         | "por sua descoberta do mecanismo regulador do motor capilar" |
| 1921 | Não foi atribuído | Não foi atribuído | Não foi atribuído              | Não foi atribuído                 | Não foi atribuído |
| 1922 | 19                |                   | Archibald Vivian Hill          | Reino Unido                       | "por sua descoberta relativa à produção de calor no músculo" |
| 1922 | 20                |                   | Otto Fritz Meyerhof            | Alemanha                          | "por sua descoberta da relação fixa entre o consumo de oxigênio e o metabolismo do ácido láctico no músculo" |
| 1923 | 21                |                   | Frederick Grant Banting        | Canadá                            | "pela descoberta da insulina" |
| 1923 | 22                |                   | John James Richard Macleod     | Canadá                            | "pela descoberta da insulina" |
| 1924 | 23                |                   | Willem Einthoven               | Países Baixos                     | "pela descoberta do mecanismo do electrocardiograma |
| 1925 | Não foi atribuído | Não foi atribuído | Não foi atribuído              | Não foi atribuído                 | Não foi atribuído |
| 1926 | 24                |                   | Johannes Fibiger               | Dinamarca                         | "por sua descoberta do Spiroptera carcinoma" |
| 1927 | 25                |                   | Julius Wagner von Jauregg      | Áustria                           | "por sua descoberta do valor terapêutico da inoculação da malária no tratamento da demência paralítica" |
| 1928 | 26                |                   | Charles Nicolle                | França                            | "por seu trabalho sobre o tifo" |
| 1929 | 27                |                   | Christiaan Eijkman             | Países Baixos                     | "por sua descoberta da vitamina antineurítica" |
| 1929 | 28                |                   | Frederick Gowland Hopkins      | Reino Unido                       | "por sua descoberta das vitaminas que estimulam o crescimento" |
| 1930 | 29                |                   | Karl Landsteiner               | Áustria                           | "por sua descoberta de grupos sanguíneos humanos" |
| 1931 | 30                |                   | Otto Heinrich Warburg          | Alemanha                          | "por sua descoberta da natureza e modo de ação da enzima respiratória" |
| 1932 | 31                |                   | Charles Scott Sherrington      | Reino Unido                       | "por suas descobertas sobre as funções dos neurônios" |
| 1932 | 32                |                   | Edgar Douglas Adrian           | Reino Unido                       | "por suas descobertas sobre as funções dos neurônios" |
| 1933 | 33                |                   | Thomas Hunt Morgan             | Estados Unidos                    | "por suas descobertas sobre o papel desempenhado pelo cromossomo na hereditariedade" |
| 1934 | 34                |                   | George Whipple                 | Estados Unidos                    | "por suas descobertas sobre terapia hepática em casos de anemia" |
| 1934 | 35                |                   | George Minot                   | Estados Unidos                    | "por suas descobertas sobre terapia hepática em casos de anemia" |
| 1934 | 36                |                   | William Murphy                 | Estados Unidos                    | "por suas descobertas sobre terapia hepática em casos de anemia" |
| 1935 | 37                |                   | Hans Spemann                   | Alemanha                          | "por sua descoberta do efeito organizador no desenvolvimento embrionário" |
| 1936 | 38                |                   | Henry Dale                     | Reino Unido                       | "por suas descobertas relacionadas à transmissão química de impulsos nervosos" |
| 1936 | 39                |                   | Otto Loewi                     | Áustria · Alemanha                | "por suas descobertas relacionadas à transmissão química de impulsos nervosos" |
| 1937 | 40                |                   | Albert Szent-Györgyi           | Hungria                           | "pelas suas descobertas relacionadas com os processos de combustão biológica, com especial referência à vitamina C e à catálise do ácido fumárico"                                                                                       |
| 1938 | 41                |                   | Corneille Heymans              | Bélgica                           | "pela descoberta do papel desempenhado pelos seios e mecanismos aórticos na regulação da respiração" |
| 1939 | 42                |                   | Gerhard Domagk                 | Alemanha                          | "pela descoberta dos efeitos antibacterianos do prontosil" |
| 1940 | Não foi atribuído | Não foi atribuído | Não foi atribuído              | Não foi atribuído                 | Não foi atribuído |
| 1941 | Não foi atribuído | Não foi atribuído | Não foi atribuído              | Não foi atribuído                 | Não foi atribuído |
| 1942 | Não foi atribuído | Não foi atribuído | Não foi atribuído              | Não foi atribuído                 | Não foi atribuído |
| 1943 | 43                |                   | Henrik Dam                     | Dinamarca                         | "por sua descoberta da vitamina K" |
| 1943 | 44                |                   | Edward Doisy                   | Estados Unidos                    | "por sua descoberta da natureza química da vitamina K" |
| 1944 | 45                |                   | Joseph Erlanger                | Estados Unidos                    | "por suas descobertas relacionadas às funções altamente diferenciadas das fibras nervosas individuais" |
| 1944 | 46                |                   | Herbert Gasser                 | Estados Unidos                    | "por suas descobertas relacionadas às funções altamente diferenciadas das fibras nervosas individuais" |
| 1945 | 47                |                   | Alexander Fleming              | Reino Unido                       | "pela descoberta da penicilina e seu efeito curativo em várias doenças infecciosas" |
| 1945 | 48                |                   | Ernst Chain                    | Reino Unido                       | "pela descoberta da penicilina e seu efeito curativo em várias doenças infecciosas" |
| 1945 | 49                |                   | Howard Florey                  | Austrália                         | "pela descoberta da penicilina e seu efeito curativo em várias doenças infecciosas" |
| 1946 | 50                |                   | Hermann Muller                 | Estados Unidos                    | "pela descoberta da produção de mutações por meio de irradiação de raios X" |
| 1947 | 51                |                   | Carl Ferdinand Cori            | Estados Unidos                    | "pela descoberta do curso da conversão catalítica do glicogénio" |
| 1947 | 52                |                   | Gerty Cori                     | Estados Unidos                    | "pela descoberta do curso da conversão catalítica do glicogénio" |
| 1947 | 53                |                   | Bernardo Houssay               | Argentina                         | "por sua descoberta do papel desempenhado pelo hormônio do lobo anterior da hipófise no metabolismo do açúcar" |
| 1948 | 54                |                   | Paul Hermann Müller            | Suíça                             | "por sua descoberta da alta eficiência do DDT como um veneno de contato contra vários artrópodes" |
| 1949 | 55                |                   | Walter Rudolf Hess             | Suíça                             | "por sua descoberta da organização funcional do mesencéfalo como coordenador das atividades dos órgãos internos" |
| 1949 | 56                |                   | António Egas Moniz             | Portugal                          | "por sua descoberta do valor terapêutico da leucotomia (lobotomia) em certas psicoses" |
| 1950 | 57                |                   | Edward Calvin Kendall          | Estados Unidos                    | "por suas descobertas relacionadas aos hormônios do córtex adrenal, sua estrutura e efeitos biológicos" |
| 1950 | 58                |                   | Philip Showalter Hench         | Estados Unidos                    | "por suas descobertas relacionadas aos hormônios do córtex adrenal, sua estrutura e efeitos biológicos" |
| 1950 | 59                |                   | Tadeusz Reichstein             | Suíça · Polónia                   | "por suas descobertas relacionadas aos hormônios do córtex adrenal, sua estrutura e efeitos biológicos" |
| 1951 | 60                |                   | Max Theiler                    | Estados Unidos                    | "por suas descobertas sobre a febre amarela e como combatê-la" |
| 1952 | 61                |                   | Selman Waksman                 | Estados Unidos                    | "por sua descoberta da estreptomicina, o primeiro antibiótico eficaz contra a tuberculose" |
| 1953 | 62                |                   | Hans Krebs                     | Reino Unido                       | "por sua descoberta do ciclo do ácido cítrico" |
| 1953 | 63                |                   | Fritz Albert Lipmann           | Estados Unidos                    | "por sua descoberta da coenzima A e sua importância para o metabolismo intermediário" |
| 1954 | 64                |                   | John Franklin Enders           | Estados Unidos                    | "pela descoberta da capacidade dos vírus da poliomielite de crescer em culturas de vários tipos de tecido" |
| 1954 | 65                |                   | Frederick Chapman Robbins      | Estados Unidos                    | "pela descoberta da capacidade dos vírus da poliomielite de crescer em culturas de vários tipos de tecido" |
| 1954 | 66                |                   | Thomas Huckle Weller           | Estados Unidos                    | "pela descoberta da capacidade dos vírus da poliomielite de crescer em culturas de vários tipos de tecido" |
| 1955 | 67                |                   | Axel Hugo Theodor Theorell     | Suécia                            | "por suas descobertas sobre a natureza e o modo de ação das enzimas de oxidação" |
| 1956 | 68                |                   | André Cournand                 | Estados Unidos                    | "por suas descobertas sobre cateterismo cardíaco e alterações patológicas no sistema circulatório" |
| 1956 | 69                |                   | Werner Forßmann                | Alemanha Ocidental                | "por suas descobertas sobre cateterismo cardíaco e alterações patológicas no sistema circulatório" |
| 1956 | 70                |                   | Dickinson Richards             | Estados Unidos                    | "por suas descobertas sobre cateterismo cardíaco e alterações patológicas no sistema circulatório" |
| 1957 | 71                |                   | Daniel Bovet                   | Suíça · Itália                    | "por suas descobertas relacionadas a compostos sintéticos que inibem a ação de certas substâncias do corpo e, especialmente, sua ação no sistema vascular e nos músculos esqueléticos"                                                   |
| 1958 | 72                |                   | George Beadle                  | Estados Unidos                    | "por sua descoberta de que os genes agem regulando eventos químicos definidos" |
| 1958 | 73                |                   | Edward Tatum                   | Estados Unidos                    | "por sua descoberta de que os genes agem regulando eventos químicos definidos" |
| 1958 | 74                |                   | Joshua Lederberg               | Estados Unidos                    | "por suas descobertas sobre a recombinação genética e a organização do material genético das bactérias" |
| 1959 | 75                |                   | Arthur Kornberg                | Estados Unidos                    | "por suas descobertas dos mecanismos de síntese biológica do ácido ribonucleico e do ácido desoxirribonucleico" |
| 1959 | 76                |                   | Severo Ochoa                   | Espanha · Estados Unidos          | "por suas descobertas dos mecanismos de síntese biológica do ácido ribonucleico e do ácido desoxirribonucleico" |
| 1960 | 77                |                   | Frank Burnet                   | Austrália                         | "pela descoberta da tolerância imunológica adquirida" |
| 1960 | 78                |                   | Peter Brian Medawar            | Brasil · Reino Unido              | "pela descoberta da tolerância imunológica adquirida" |
| 1961 | 79                |                   | Georg von Békésy               | Estados Unidos                    | "por suas descobertas do mecanismo físico de estimulação dentro da cóclea" |
| 1962 | 80                |                   | Francis Crick                  | Reino Unido                       | "por suas descobertas sobre a estrutura molecular dos ácidos nucleicos e seu significado para a transferência de informações em material vivo"                                                                                           |
| 1962 | 81                |                   | James Watson                   | Estados Unidos                    | "por suas descobertas sobre a estrutura molecular dos ácidos nucleicos e seu significado para a transferência de informações em material vivo"                                                                                           |
| 1962 | 82                |                   | Maurice Wilkins                | Nova Zelândia · Estados Unidos    | "por suas descobertas sobre a estrutura molecular dos ácidos nucleicos e seu significado para a transferência de informações em material vivo"                                                                                           |
| 1963 | 83                |                   | John Eccles                    | Austrália                         | "por suas descobertas sobre os mecanismos iônicos envolvidos na excitação e inibição nas porções periféricas e centrais da membrana das células nervosas"                                                                                |
| 1963 | 84                |                   | Alan Hodgkin                   | Reino Unido                       | "por suas descobertas sobre os mecanismos iônicos envolvidos na excitação e inibição nas porções periféricas e centrais da membrana das células nervosas"                                                                                |
| 1963 | 85                |                   | Andrew Huxley                  | Reino Unido                       | "por suas descobertas sobre os mecanismos iônicos envolvidos na excitação e inibição nas porções periféricas e centrais da membrana das células nervosas"                                                                                |
| 1964 | 86                |                   | Konrad Bloch                   | Estados Unidos                    | "por suas descobertas sobre o mecanismo e regulação do metabolismo do colesterol e dos ácidos graxos" |
| 1964 | 87                |                   | Feodor Lynen                   | Alemanha Ocidental                | "por suas descobertas sobre o mecanismo e regulação do metabolismo do colesterol e dos ácidos graxos" |
| 1965 | 88                |                   | François Jacob                 | França                            | "por suas descobertas sobre o controle genético da síntese de enzimas e vírus" |
| 1965 | 89                |                   | André Michel Lwoff             | França                            | "por suas descobertas sobre o controle genético da síntese de enzimas e vírus" |
| 1965 | 90                |                   | Jacques Monod                  | França                            | "por suas descobertas sobre o controle genético da síntese de enzimas e vírus" |
| 1966 | 91                |                   | Francis Rous                   | Estados Unidos                    | "por sua descoberta dos vírus indutores de tumor" |
| 1966 | 92                |                   | Charles Huggins                | Estados Unidos                    | "por suas descobertas sobre o tratamento hormonal do câncer de próstata" |
| 1967 | 93                |                   | Ragnar Granit                  | Finlândia · Suécia                | "por suas descobertas sobre os processos visuais fisiológicos e químicos primários no olho" |
| 1967 | 94                |                   | Haldan Hartline                | Estados Unidos                    | "por suas descobertas sobre os processos visuais fisiológicos e químicos primários no olho" |
| 1967 | 95                |                   | George Wald                    | Estados Unidos                    | "por suas descobertas sobre os processos visuais fisiológicos e químicos primários no olho" |
| 1968 | 96                |                   | Robert Holley                  | Estados Unidos                    | "por sua interpretação do código genético e sua função na síntese de proteínas" |
| 1968 | 97                |                   | Har Khorana                    | Índia · Estados Unidos            | "por sua interpretação do código genético e sua função na síntese de proteínas" |
| 1968 | 98                |                   | Marshall Nirenberg             | Estados Unidos                    | "por sua interpretação do código genético e sua função na síntese de proteínas" |
| 1969 | 99                |                   | Max Delbrück                   | Estados Unidos                    | "por suas descobertas sobre o mecanismo de replicação e a estrutura genética dos vírus" |
| 1969 | 100               |                   | Alfred Hershey                 | Estados Unidos                    | "por suas descobertas sobre o mecanismo de replicação e a estrutura genética dos vírus" |
| 1969 | 101               |                   | Salvador Luria                 | Itália · Estados Unidos           | "por suas descobertas sobre o mecanismo de replicação e a estrutura genética dos vírus" |
| 1970 | 102               |                   | Julius Axelrod                 | Estados Unidos                    | "por suas descobertas sobre os transmissores humorais nos terminais nervosos e o mecanismo para seu armazenamento, liberação e inativação"                                                                                               |
| 1970 | 103               |                   | Ulf Svante von Euler           | Suécia                            | "por suas descobertas sobre os transmissores humorais nos terminais nervosos e o mecanismo para seu armazenamento, liberação e inativação"                                                                                               |
| 1970 | 104               |                   | Bernard Katz                   | Reino Unido                       | "por suas descobertas sobre os transmissores humorais nos terminais nervosos e o mecanismo para seu armazenamento, liberação e inativação"                                                                                               |
| 1971 | 105               |                   | Earl Sutherland                | Estados Unidos                    | "por suas descobertas sobre os mecanismos de ação dos hormônios" |
| 1972 | 106               |                   | Gerald Edelman                 | Estados Unidos                    | "por suas descobertas sobre a estrutura química dos anticorpos" |
| 1972 | 107               |                   | Rodney Porter                  | Reino Unido                       | "por suas descobertas sobre a estrutura química dos anticorpos" |
| 1973 | 108               |                   | Karl Ritter von Frisch         | Alemanha Ocidental                | "por suas descobertas relativas à organização e elicitação de padrões de comportamento individuais e sociais" |
| 1973 | 109               |                   | Konrad Lorenz                  | Áustria                           | "por suas descobertas relativas à organização e elicitação de padrões de comportamento individuais e sociais" |
| 1973 | 110               |                   | Nikolaas Tinbergen             | Países Baixos                     | "por suas descobertas relativas à organização e elicitação de padrões de comportamento individuais e sociais" |
| 1974 | 111               |                   | Albert Claude                  | Estados Unidos                    | "por suas descobertas sobre a organização estrutural e funcional da célula" |
| 1974 | 112               |                   | Christian de Duve              | Bélgica                           | "por suas descobertas sobre a organização estrutural e funcional da célula" |
| 1974 | 113               |                   | George Palade                  | Estados Unidos · Roménia          | "por suas descobertas sobre a organização estrutural e funcional da célula" |
| 1975 | 114               |                   | David Baltimore                | Estados Unidos                    | "por suas descobertas sobre a interação entre os vírus tumorais e o material genético da célula" |
| 1975 | 115               |                   | Renato Dulbecco                | Itália · Estados Unidos           | "por suas descobertas sobre a interação entre os vírus tumorais e o material genético da célula" |
| 1975 | 116               |                   | Howard Martin Temin            | Estados Unidos                    | "por suas descobertas sobre a interação entre os vírus tumorais e o material genético da célula" |
| 1976 | 117               |                   | Baruch Blumberg                | Estados Unidos                    | "por suas descobertas sobre novos mecanismos de origem e disseminação de doenças infecciosas" |
| 1976 | 118               |                   | Daniel Carleton Gajdusek       | Estados Unidos                    | "por suas descobertas sobre novos mecanismos de origem e disseminação de doenças infecciosas" |
| 1977 | 119               |                   | Roger Guillemin                | Estados Unidos                    | "por suas descobertas sobre a produção de hormônio peptídeos no cérebro" |
| 1977 | 120               |                   | Andrzej Schally                | Canadá · Polónia · Estados Unidos | "por suas descobertas sobre a produção de hormônio peptídeos no cérebro" |
| 1977 | 121               |                   | Rosalyn Yalow                  | Estados Unidos                    | "pelo desenvolvimento de radioimunoensaios de hormônio peptídeos" |
| 1978 | 122               |                   | Werner Arber                   | Suíça                             | "pela descoberta de enzimas de restrição e sua aplicação a problemas de genética molecular" |
| 1978 | 123               |                   | Daniel Nathans                 | Estados Unidos                    | "pela descoberta de enzimas de restrição e sua aplicação a problemas de genética molecular" |
| 1978 | 124               |                   | Hamilton Smith                 | Estados Unidos                    | "pela descoberta de enzimas de restrição e sua aplicação a problemas de genética molecular" |
| 1979 | 125               |                   | Allan Cormack                  | África do Sul · Estados Unidos    | "pelo desenvolvimento da tomografia assistida por computador" |
| 1979 | 126               |                   | Godfrey Hounsfield             | Reino Unido                       | "pelo desenvolvimento da tomografia assistida por computador" |
| 1980 | 127               |                   | Baruj Benacerraf               | Venezuela · Estados Unidos        | "por suas descobertas sobre estruturas geneticamente determinadas na superfície das células que regulam as reações imunológicas" |
| 1980 | 128               |                   | Jean Dausset                   | França                            | "por suas descobertas sobre estruturas geneticamente determinadas na superfície das células que regulam as reações imunológicas" |
| 1980 | 129               |                   | George Davis Snell             | Estados Unidos                    | "por suas descobertas sobre estruturas geneticamente determinadas na superfície das células que regulam as reações imunológicas" |
| 1981 | 130               |                   | Roger Sperry                   | Estados Unidos                    | "por suas descobertas sobre a especialização funcional dos hemisférios cerebrais" |
| 1981 | 131               |                   | David Hubel                    | Canadá · Estados Unidos           | "por suas descobertas a respeito do processamento de informações no sistema visual" |
| 1981 | 132               |                   | Torsten Wiesel                 | Suécia                            | "por suas descobertas a respeito do processamento de informações no sistema visual" |
| 1982 | 133               |                   | Sune Bergström                 | Suécia                            | "por suas descobertas sobre prostaglandinas e substâncias biologicamente ativas relacionadas" |
| 1982 | 134               |                   | Bengt Samuelsson               | Suécia                            | "por suas descobertas sobre prostaglandinas e substâncias biologicamente ativas relacionadas" |
| 1982 | 135               |                   | John Vane                      | Reino Unido                       | "por suas descobertas sobre prostaglandinas e substâncias biologicamente ativas relacionadas" |
| 1983 | 136               |                   | Barbara McClintock             | Estados Unidos                    | "por sua descoberta de elementos genéticos móveis" |
| 1984 | 137               |                   | Niels Jerne                    | Dinamarca                         | "pelas teorias sobre a especificidade no desenvolvimento e controle do sistema imunológico e a descoberta do princípio para a produção de anticorpos monoclonais"                                                                        |
| 1984 | 138               |                   | Georges Köhler                 | Alemanha Ocidental                | "pelas teorias sobre a especificidade no desenvolvimento e controle do sistema imunológico e a descoberta do princípio para a produção de anticorpos monoclonais"                                                                        |
| 1984 | 139               |                   | César Milstein                 | Argentina · Reino Unido           | "pelas teorias sobre a especificidade no desenvolvimento e controle do sistema imunológico e a descoberta do princípio para a produção de anticorpos monoclonais"                                                                        |
| 1985 | 140               |                   | Michael Stuart Brown           | Estados Unidos                    | "por suas descobertas sobre a regulação do metabolismo do colesterol" |
| 1985 | 141               |                   | Joseph Goldstein               | Estados Unidos                    | "por suas descobertas sobre a regulação do metabolismo do colesterol" |
| 1986 | 142               |                   | Stanley Cohen                  | Estados Unidos                    | "por suas descobertas de fatores de crescimento" |
| 1986 | 143               |                   | Rita Levi-Montalcini           | Itália                            | "por suas descobertas de fatores de crescimento" |
| 1987 | 144               |                   | Susumu Tonegawa                | Japão                             | "por sua descoberta do princípio genético para geração de diversidade de anticorpos" |
| 1988 | 145               |                   | James Black                    | Reino Unido                       | "por suas descobertas de princípios importantes para o tratamento de drogas" |
| 1988 | 146               |                   | Gertrude Elion                 | Estados Unidos                    | "por suas descobertas de princípios importantes para o tratamento de drogas" |
| 1988 | 147               |                   | George Hitchings               | Estados Unidos                    | "por suas descobertas de princípios importantes para o tratamento de drogas" |
| 1989 | 148               |                   | John Michael Bishop            | Estados Unidos                    | "pela descoberta da origem celular dos oncogenes retrovirais" |
| 1989 | 149               |                   | Harold Varmus                  | Estados Unidos                    | "pela descoberta da origem celular dos oncogenes retrovirais" |
| 1990 | 150               |                   | Joseph Murray                  | Estados Unidos                    | "por suas descobertas a respeito do transplante de órgãos e células no tratamento de doenças humanas" |
| 1990 | 151               |                   | Edward Donnall Thomas          | Estados Unidos                    | "por suas descobertas a respeito do transplante de órgãos e células no tratamento de doenças humanas" |
| 1991 | 152               |                   | Erwin Neher                    | Alemanha                          | "por suas descobertas sobre a função de canais iônicos únicos nas células" |
| 1991 | 153               |                   | Bert Sakmann                   | Alemanha                          | "por suas descobertas sobre a função de canais iônicos únicos nas células" |
| 1992 | 154               |                   | Edmond Fischer                 | Suíça · Estados Unidos            | "por suas descobertas sobre a fosforilação reversível de proteínas como um mecanismo regulador biológico" |
| 1992 | 155               |                   | Edwin Krebs                    | Estados Unidos                    | "por suas descobertas sobre a fosforilação reversível de proteínas como um mecanismo regulador biológico" |
| 1993 | 156               |                   | Richard Roberts                | Reino Unido                       | "por suas descobertas de genes divididos" |
| 1993 | 157               |                   | Phillip Allen Sharp            | Estados Unidos                    | "por suas descobertas de genes divididos" |
| 1994 | 158               |                   | Alfred Gilman                  | Estados Unidos                    | "por sua descoberta de proteínas G e o papel dessas proteínas na transdução de sinal nas células" |
| 1994 | 159               |                   | Martin Rodbell                 | Estados Unidos                    | "por sua descoberta de proteínas G e o papel dessas proteínas na transdução de sinal nas células" |
| 1995 | 160               |                   | Edward Lewis                   | Estados Unidos                    | "por suas descobertas sobre o controle genético do desenvolvimento embrionário inicial" |
| 1995 | 161               |                   | Christiane Nüsslein-Volhard    | Alemanha                          | "por suas descobertas sobre o controle genético do desenvolvimento embrionário inicial" |
| 1995 | 162               |                   | Eric Wieschaus                 | Estados Unidos                    | "por suas descobertas sobre o controle genético do desenvolvimento embrionário inicial" |
| 1996 | 163               |                   | Peter Doherty                  | Austrália                         | "por suas descobertas sobre a especificidade da defesa imunológica mediada por células" |
| 1996 | 164               |                   | Rolf Zinkernagel               | Suíça                             | "por suas descobertas sobre a especificidade da defesa imunológica mediada por células" |
| 1997 | 165               |                   | Stanley Prusiner               | Estados Unidos                    | "por sua descoberta de Príons - um novo princípio biológico de infecção" |
| 1998 | 166               |                   | Robert Furchgott               | Estados Unidos                    | "por suas descobertas sobre o óxido nítrico como uma molécula sinalizadora no sistema cardiovascular" |
| 1998 | 167               |                   | Louis Ignarro                  | Estados Unidos                    | "por suas descobertas sobre o óxido nítrico como uma molécula sinalizadora no sistema cardiovascular" |
| 1998 | 168               |                   | Ferid Murad                    | Estados Unidos                    | "por suas descobertas sobre o óxido nítrico como uma molécula sinalizadora no sistema cardiovascular" |
| 1999 | 169               |                   | Günter Blobel                  | Alemanha · Estados Unidos         | "pela descoberta de que as proteínas têm sinais intrínsecos que governam seu transporte e localização na célula" |
| 2000 | 170               |                   | Arvid Carlsson                 | Suécia                            | "por suas descobertas a respeito da transdução de sinal no sistema nervoso" |
| 2000 | 171               |                   | Paul Greengard                 | Estados Unidos                    | "por suas descobertas a respeito da transdução de sinal no sistema nervoso" |
| 2000 | 172               |                   | Eric Kandel                    | Estados Unidos                    | "por suas descobertas a respeito da transdução de sinal no sistema nervoso" |
| 2001 | 173               |                   | Leland Hartwell                | Estados Unidos                    | "por suas descobertas dos principais reguladores do ciclo celular" |
| 2001 | 174               |                   | Richard Timothy Hunt           | Reino Unido                       | "por suas descobertas dos principais reguladores do ciclo celular" |
| 2001 | 175               |                   | Paul Nurse                     | Reino Unido                       | "por suas descobertas dos principais reguladores do ciclo celular" |
| 2002 | 176               |                   | Sydney Brenner                 | África do Sul                     | "por suas descobertas relativas à 'regulação genética do desenvolvimento de órgãos e morte celular programada'" |
| 2002 | 177               |                   | Robert Horvitz                 | Estados Unidos                    | "por suas descobertas relativas à 'regulação genética do desenvolvimento de órgãos e morte celular programada'" |
| 2002 | 178               |                   | John Sulston                   | Reino Unido                       | "por suas descobertas relativas à 'regulação genética do desenvolvimento de órgãos e morte celular programada'" |
| 2003 | 179               |                   | Paul Christian Lauterbur       | Estados Unidos                    | "por suas descobertas sobre imagens de ressonância magnética" |
| 2003 | 180               |                   | Peter Mansfield                | Reino Unido                       | "por suas descobertas sobre imagens de ressonância magnética" |
| 2004 | 181               |                   | Linda Buck                     | Estados Unidos                    | "por suas descobertas de receptores de odor e a organização do sistema olfativo" |
| 2004 | 182               |                   | Richard Axel                   | Estados Unidos                    | "por suas descobertas de receptores de odor e a organização do sistema olfativo" |
| 2005 | 183               |                   | John Robin Warren              | Austrália                         | "por sua descoberta da bactéria Helicobacter pylori e seu papel na gastrite e na úlcera péptica" |
| 2005 | 184               |                   | Barry J. Marshall              | Austrália                         | "por sua descoberta da bactéria Helicobacter pylori e seu papel na gastrite e na úlcera péptica" |
| 2006 | 185               |                   | Andrew Fire                    | Estados Unidos                    | "por sua descoberta do RNA interferente - silenciamento de genes por RNA de fita dupla" |
| 2006 | 186               |                   | Craig Mello                    | Estados Unidos                    | "por sua descoberta do RNA interferente - silenciamento de genes por RNA de fita dupla" |
| 2007 | 187               |                   | Mario Capecchi                 | Itália · Estados Unidos           | "por suas descobertas de princípios para a introdução de modificações genéticas específicas em camundongos pelo uso de células-tronco embrionárias"                                                                                      |
| 2007 | 188               |                   | Oliver Smithies                | Reino Unido                       | "por suas descobertas de princípios para a introdução de modificações genéticas específicas em camundongos pelo uso de células-tronco embrionárias"                                                                                      |
| 2007 | 189               |                   | Martin Evans                   | Reino Unido · Estados Unidos      | "por suas descobertas de princípios para a introdução de modificações genéticas específicas em camundongos pelo uso de células-tronco embrionárias"                                                                                      |
| 2008 | 190               |                   | Harald zur Hausen              | Alemanha                          | "por sua descoberta dos vírus do papiloma humano que causam câncer cervical" |
| 2008 | 191               |                   | Françoise Barré-Sinoussi       | França                            | "pela descoberta do vírus da imunodeficiência humana" |
| 2008 | 192               |                   | Luc Montagnier                 | França                            | "pela descoberta do vírus da imunodeficiência humana" |
| 2009 | 193               |                   | Elizabeth Blackburn            | Estados Unidos · Austrália        | "pela descoberta de como os cromossomos são protegidos pelos telômeros e pela enzima telomerase" |
| 2009 | 194               |                   | Carol Greider                  | Estados Unidos                    | "pela descoberta de como os cromossomos são protegidos pelos telômeros e pela enzima telomerase" |
| 2009 | 195               |                   | Jack Szostak                   | Estados Unidos                    | "pela descoberta de como os cromossomos são protegidos pelos telômeros e pela enzima telomerase" |
| 2010 | 196               |                   | Robert Geoffrey Edwards        | Reino Unido                       | "pelo desenvolvimento da fertilização in vitro" |
| 2011 | 197               |                   | Bruce Beutler                  | Estados Unidos                    | "por suas descobertas sobre a ativação da imunidade inata" |
| 2011 | 198               |                   | Jules Hoffmann                 | França                            | "por suas descobertas sobre a ativação da imunidade inata" |
| 2011 | 199               |                   | Ralph Steinman                 | Canadá                            | "por sua descoberta da célula dendrítica e seu papel na imunidade adaptativa" (concedido postumamente) |
| 2012 | 200               |                   | John Gurdon                    | Reino Unido                       | "pela descoberta de que células maduras podem ser reprogramadas para se tornarem pluripotentes" |
| 2012 | 201               |                   | Shinya Yamanaka                | Japão                             | "pela descoberta de que células maduras podem ser reprogramadas para se tornarem pluripotentes" |
| 2013 | 202               |                   | James E. Rothman               | Estados Unidos                    | "por suas descobertas de máquinas que regulam o tráfego de vesículas, um importante sistema de transporte em nossas células" |
| 2013 | 203               |                   | Randy Schekman                 | Estados Unidos                    | "por suas descobertas de máquinas que regulam o tráfego de vesículas, um importante sistema de transporte em nossas células" |
| 2013 | 204               |                   | Thomas Südhof                  | Estados Unidos · Alemanha         | "por suas descobertas de máquinas que regulam o tráfego de vesículas, um importante sistema de transporte em nossas células" |
| 2014 | 205               |                   | John O'Keefe                   | Estados Unidos · Reino Unido      | "por suas descobertas de células que constituem um sistema de posicionamento no cérebro" |
| 2014 | 206               |                   | May-Britt Moser                | Noruega                           | "por suas descobertas de células que constituem um sistema de posicionamento no cérebro" |
| 2014 | 207               |                   | Edvard Moser                   | Noruega                           | "por suas descobertas de células que constituem um sistema de posicionamento no cérebro" |
| 2015 | 208               |                   | William Cecil Campbell         | Irlanda · Estados Unidos          | "por suas descobertas sobre uma nova terapia contra infecções causadas por parasitas de lombriga" |
| 2015 | 209               |                   | Satoshi Ōmura                  | Japão                             | "por suas descobertas sobre uma nova terapia contra infecções causadas por parasitas de lombriga" |
| 2015 | 210               |                   | Tu Youyou                      | China                             | "por suas descobertas sobre uma nova terapia contra a malária" |
| 2016 | 211               |                   | Yoshinori Ohsumi               | Japão                             | "por suas descobertas de mecanismos para autofagia" |
| 2017 | 212               |                   | Jeffrey C. Hall                | Estados Unidos                    | "por suas descobertas de mecanismos moleculares que controlam o ritmo circadiano" |
| 2017 | 213               |                   | Michael Rosbash                | Estados Unidos                    | "por suas descobertas de mecanismos moleculares que controlam o ritmo circadiano" |
| 2017 | 214               |                   | Michael Warren Young           | Estados Unidos                    | "por suas descobertas de mecanismos moleculares que controlam o ritmo circadiano" |
| 2018 | 215               |                   | James P. Allison               | Estados Unidos                    | "por sua descoberta da terapia do câncer pela inibição da regulação imunológica negativa" |
| 2018 | 216               |                   | Tasuku Honjo                   | Japão                             | "por sua descoberta da terapia do câncer pela inibição da regulação imunológica negativa" |
| 2019 | 217               |                   | William Kaelin Jr.             | Estados Unidos                    | "por suas descobertas de como as células sentem e adaptam-se à disponibilidade de oxigênio" |
| 2019 | 218               |                   | Peter J. Ratcliffe             | Reino Unido                       | "por suas descobertas de como as células sentem e adaptam-se à disponibilidade de oxigênio" |
| 2019 | 219               |                   | Gregg L. Semenza               | Estados Unidos                    | "por suas descobertas de como as células sentem e adaptam-se à disponibilidade de oxigênio" |
| 2020 | 220               |                   | Harvey J. Alter                | Estados Unidos                    | "pela descoberta do vírus da hepatite C" |
| 2020 | 221               |                   | Michael Houghton               | Reino Unido                       | "pela descoberta do vírus da hepatite C" |
| 2020 | 222               |                   | Charles M. Rice                | Estados Unidos                    | "pela descoberta do vírus da hepatite C" |
| 2021 | 223               |                   | David Julius                   | Estados Unidos                    | "pelas descobertas sobre recetores de temperatura e tato" |
| 2021 | 224               |                   | Ardem Patapoutian              | Estados Unidos                    | "pelas descobertas sobre recetores de temperatura e tato" |
| 2022 | 225               |                   | Svante Pääbo                   | Suécia                            | "pelas suas descobertas sobre os genomas de hominídeos extintos e a evolução humana". |
| 2023 | 226               |                   | Katalin Karikó                 | Hungria/ Estados Unidos           | "pelas suas descobertas que permitiram o desenvolvimento de vacinas ARN-mensageiro (ARNm) eficazes contra a COVID-19" |
| 2023 | 227               |                   | Drew Weissman                  | Estados Unidos                    | "pelas suas descobertas que permitiram o desenvolvimento de vacinas ARN-mensageiro (ARNm) eficazes contra a COVID-19" |
| 2024 | 228               |                   | Victor Ambros                  | Estados Unidos                    | "pela descoberta do microRNA e seu papel na regulação genética pós-transcritiva”" |
| 2024 | 229               |                   | Gary Ruvkun                    | Estados Unidos                    | "pela descoberta do microRNA e seu papel na regulação genética pós-transcritiva”" |